# Нешумаровы
Нешумаровы — деревня в Оричевском районе Кировской области в составе Пищальского сельского поселения.

## География
Расположена на расстоянии менее 1 км на юго-восток от административного центра поселения села Пищалье.

## История
Известна с 1727 года как починок Нешумаровский (Нещумаровский) с населением 11 душ мужского пола, к 1770 29 жителей.  В 1873 году здесь (починок Нешумаровский или Нешумановщина) отмечено дворов 6 и жителей 62, в 1905 11 и 77, в 1926 (уже деревня Нешумаровы) 15 и 80, в 1950 12 и 38, в 1989 проживало 2 человека. Вероятно имеет сезонное население.

## Население
Постоянное население  не было учтено как в 2002 году, так и в 2010.